# Chrysolina oricalcia
Chrysolina oricalcia är en skalbaggsart som först beskrevs av Müller 1776.  Chrysolina oricalcia ingår i släktet Chrysolina, och familjen bladbaggar. Arten är reproducerande i Sverige.

## Bildgalleri

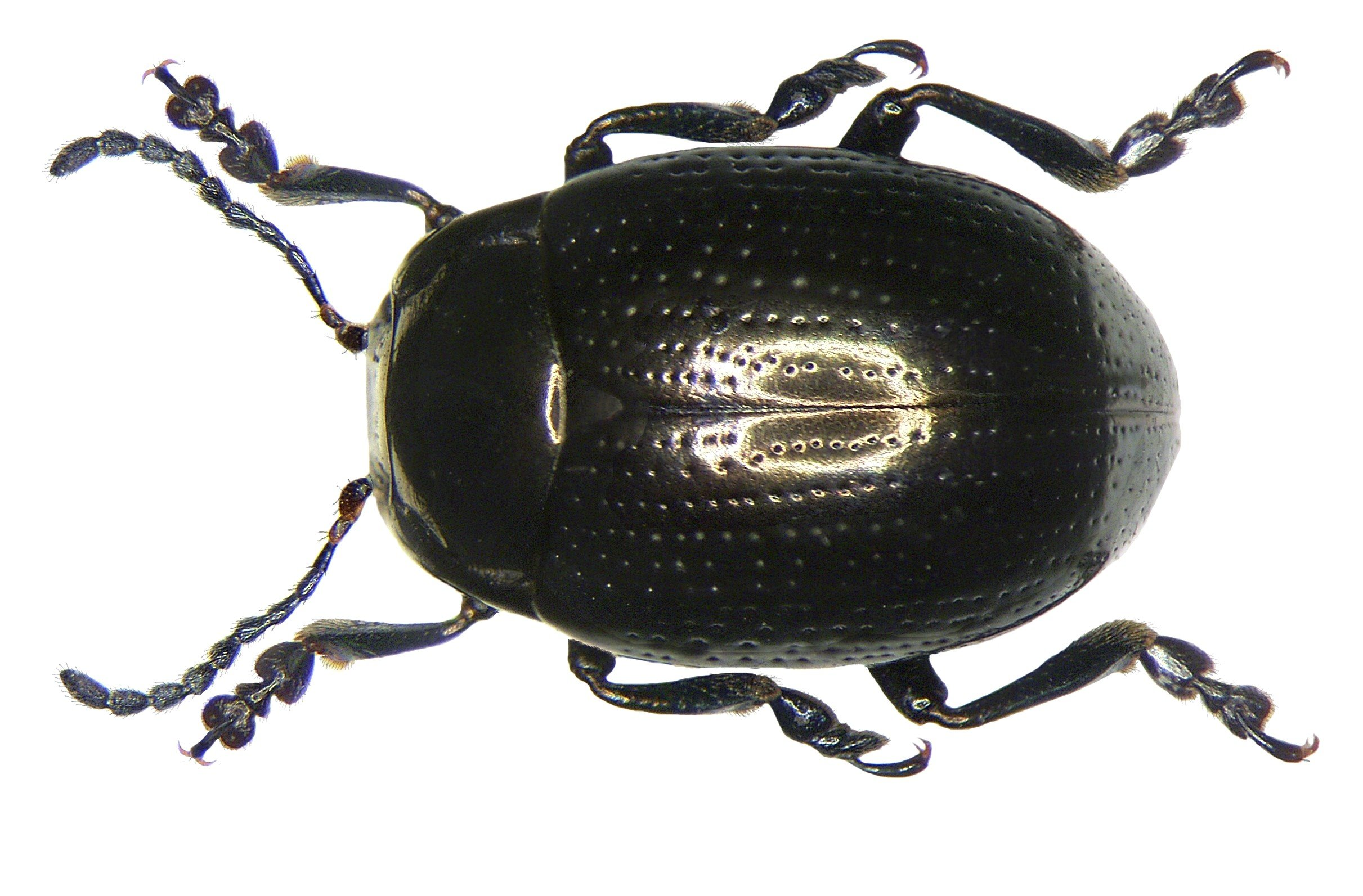
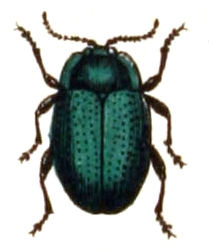